# West of Scotland Championships 2013
Die West of Scotland Championships 2013 im Badminton fanden vom 19. bis zum 20. Oktober 2013 in Glasgow statt.

## Sieger und Platzierte
| Disziplin    | Gold                        | Silber                          | Bronze                             |
| ------------ | --------------------------- | ------------------------------- | ---------------------------------- |
| Herreneinzel | Matthew Carder              | Ben Torrance                    | Craig Goddard                      |
| Herreneinzel | Matthew Carder              | Ben Torrance                    | Gordon Thomson                     |
| Dameneinzel  | Holly Newall                | Emma Cook                       | Frances Heslop                     |
| Dameneinzel  | Holly Newall                | Emma Cook                       | Marlene Kay                        |
| Herrendoppel | Gordon Thomson Ben Torrance | Jamie Neill Keith Turnbull      | Andrew Gilliland Steven Stewart    |
| Herrendoppel | Gordon Thomson Ben Torrance | Jamie Neill Keith Turnbull      | Thomas Bethell Matthew Carder      |
| Damendoppel  | Emma Cook Toni Woods        | Holly Newall Megan Richardson   | Sarah Findlay Eleanor O’Donnell    |
| Damendoppel  | Emma Cook Toni Woods        | Holly Newall Megan Richardson   | Nicola McGuigan Kirsten Thomson    |
| Mixed        | Ben Torrance Emma Cook      | Keith Turnbull Megan Richardson | Steven Stewart Viktoria Tsvetanova |
| Mixed        | Ben Torrance Emma Cook      | Keith Turnbull Megan Richardson | Gordon Thomson Sarah Findlay       |